# Kordian (Drama)
Kordian ist ein Drama in drei Akten des polnischen Dichters Juliusz Słowacki. Es wurde 1833/34 im Exil des Autors in Genf verfasst und 1834 anonym in Paris veröffentlicht. Es zählt zu den bedeutendsten Werken der polnischen Romantik.

## Form und Inhalt
Das Drama ist gegliedert in einen Prolog und drei Akte, wobei die aristotelischen Einheiten von Ort und Zeit nicht eingehalten werden, und realistische Szenen mit surrealistischen durchsetzt sind. 
Im ersten Akt geht es um eine Liebesaffäre Kordians, die unglücklich endet und zu einem – verfehlten – Suicid des Protagonisten führt. 
Im zweiten Akt unternimmt Kordian eine Reise durch Europa, die zu einer Reihe von Enttäuschungen führt, da niemand sich für die fatale Situation in seinem Heimatland zu interessieren scheint. 
Im dritten Akt, der auf dem Mont  Blanc spielt, geht es um 
eine entscheidende Wende in Leben und Lebensplanung des Protagonisten. Er schließt sich einer Gruppe an, die ein Attentat auf Zar Nikolaus I. plant, scheitert jedoch an seiner moralischer Zerrissenheit und seinen Selbstzweifeln.

## Bedeutung und Rezeption
Kordian gilt als Schlüsselwerk polnischer Literatur und markiert eine ästhetische Neuausrichtung Słowackis. Es wird als Kommentar zur Stimmung nach dem gescheiterten Novemberaufstand interpretiert.
Das Werk wird oft mit Adam Mickiewicz’ Dziady verglichen und gilt als eine der „drei großen Speerspitzen“ der polnischen Romantik neben Dziady und Zygmunt Krasińskis Ungöttlicher Komödie.
Internationale Anerkennung erhielt Kordian durch Übersetzungen ins Englische wie die von Gerard T. Kapolka (1986). Das Stück war 2024 Teil der polnischen „Nationalen Lesungen“.

## Aufführungen
Keins der Stücke des Autors wurde zu seinen Lebzeiten aufgeführt. Wegen ihrer experimentellen Form galten sie lange als „unfertig“ und nicht spielbar.
Die erste öffentliche Inszenierung von Kordian fand 1962 im Theater der 13 Reihen statt, inszeniert von Jerzy Grotowski mit Zbigniew Molik, Antoni Jahołkowski und Maja Komorowska in den Hauptrollen. Der Regisseur versetzte das Drama in seiner Inszenierung in eine psychiatrischen Klinik der Gegenwart.

## Ausgaben
- Kordian. Ateneum 2018. ISBN 978-8373277410

Übersetzungen
- Four Plays: Mary Stuart, Kordian, Balladyna, Horsztyński. Translator: Charles S. Kraszewski. Glagoslav Publ., London. ISBN 978-1-91289413-0
- Kordian. Translated, with notes and introduction by Gerard T. Kapolka. Green Lantern Press, Chicgo 2020. ISBN 978-1-45074208-5